# Wotkyns Glacier
Wotkyns Glacier är en glaciär i Antarktis. Den ligger i den centrala delen av kontinenten. Inget land gör anspråk på området. Wotkyns Glacier ligger 1 628 meter över havet.
Terrängen runt Wotkyns Glacier är platt norrut, men söderut är den kuperad. Trakten är obefolkad. Det finns inga samhällen i närheten. 